# بودییسلو
بودییسلو (به مجاری:  Bogyiszló) یک شهرداری در مجارستان است که در ناحیه تولنا واقع شده‌است. بودییسلو ۵۵٫۹۳ کیلومتر مربع مساحت و ۲٬۲۷۴ نفر جمعیت دارد.

## خواهرخوانده
شهر اشلیتس (فوگلزبرگکرایس) خواهرخواندهٔ بودییسلو هست.